# J-Urban
J-Urban o J-urban, abbreviazione per Japanese Urban, è un termine che identifica un genere musicale proprio del Giappone e della sua cultura metropolitana. È suddivisibile in quattro sottocategorie in funzione delle sonorità: J-HipHop, J-Rap, J-Soul e J-R&B.

## Gruppi
Il gruppo più comunemente citato come fondatori della musica J-urban è quello degli m-flo. Il loro album di debutto, "Planet Shining" è stato pubblicato nel 2000 ed è l'emblema della musica J-urban. 
Altri gruppi famosi sono i RIP SLYME, le BENNIE K, Namie Amuro e Sowelu.